# Thorpe Stapleton
Thorpe Stapleton var en civil parish från 1866 till 1925 då den blev en del av Templenewsham, i grevskapet West Riding of Yorkshire (nu West Yorkshire), i England. Denna civil parish hade 23 invånare år 1921. Byn nämndes i Domedagsboken (Domesday Book) år 1086, och kallades då Torp.